# Rexy Mainaky
Rexy Mainaky (Ternate, 9 maart 1968) is een voormalig Indonesisch badminton-speler. Mainaky speelde voornamelijk in het dubbelspel.
Samen met zijn partner Ricky Subagdja won hij een gouden medaille op de Olympische Spelen van 1996 in Atlanta in het dubbelspel.
In 1995 werden Mainaky en Subagdja al wereldkampioen door de Denen Jon Holst-Christensen en Thomas Lund te verslaan in de finale.
Mainaky en Subagdja stonden bekend om hun snelheid en hun smashes.
Tegenwoordig is Mainaky coach van het mannelijke dubbelspel team van Maleisië. Hiervoor coachte hij het Engelse team.